# Навроцький Володимир Миколайович
Навроцький Володимир Миколайович (5 серпня 1875-?) — полковник Армії УНР.

## Життєпис
Народився на Полтавщині. Закінчив Петровський Полтавський кадетський корпус, 1-ше військове Павлівське училище (1894), Офіцерську артилерійську школу. Служив у 9-й артилерійський бригаді (Полтава), у складі якої брав участь у Російсько-японській та Першій світовій війнах. Нагороджений усіма орденами до Святого Володимира IV ступеня з мечами і биндою та Георгіївською зброєю. З 1 січня 1916 р. — командир дивізіону 9-ї артилерійської бригади. Останнє звання у російській армії — полковник. 10 лютого 1918 р. — демобілізувався.
З 1 травня 1918 р. — командир 11-ї гарматної бригади Армії Української Держави. У 1919 р. — начальник постачання 8-го Катеринославського Коша Дієвої армії УНР. З 25 серпня 1919 р. — старшина для доручень 2-го товариша військового міністра УНР у справах постачання.
З 1920 р. — жив на еміграції у Польщі.